# 中国宜昌三峡国际旅游节

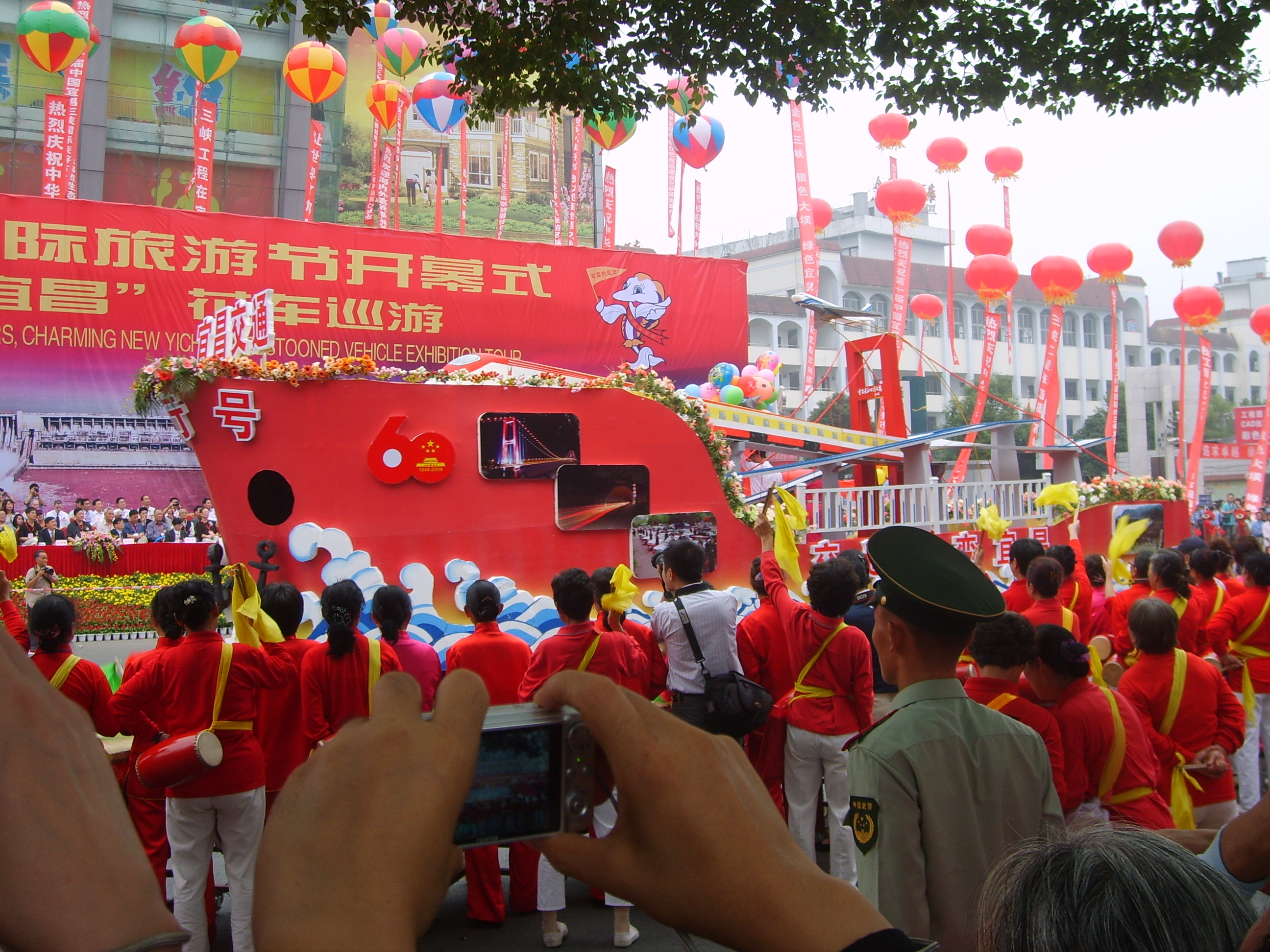
第十届旅游节花车大巡游，2009.09.26

中国宜昌三峡国际旅游节是湖北省宜昌市的一个旅游文化节日，每年9月下旬举办，2000年为第一届，共10届。2010年，鄂渝两省市将联合举办“中国长江三峡国际旅游节”。

## 主要活动
一般由开幕前一日晚上举行的文艺晚会、开幕式、和开幕式后在均瑶广场门前出发和市区举行的花车游行、开幕当晚在夷陵长江大桥江面上游400米驳船上燃放的焰火晚会（宜万铁路宜昌长江大桥至镇江阁都可观看，焰火晚会结束后旅游节也就宣告结束）、三峡美食节、投资洽谈会、导游大赛、职工书法摄影美术大赛、妇女手工艺品展及其他原生态作品展等。

## 荣誉
- 2005年，中国宜昌三峡国际旅游节被国际节庆协会(IFEA)评为中国最具发展潜力的十大节庆活动。
- 2007年，荣膺湖北省首届十佳现代节庆活动之首。
- 2008年,被中华民族文化促进会和节庆中华协作体理事会评为首届“节庆中华”十佳奖。